# نیکولا لاجویا
نیکولا لاجویا (ایتالیایی: Nicola Lagioia؛ زادهٔ ۱۹۷۳) یک نویسنده اهل ایتالیا است که برنده جوایز ویارجیو (۲۰۱۰) و استراگا (۲۰۱۵) شده‌است.